# メンテナンス
メンテナンス（英: maintenance）とは、機器、機械、施設、情報通信システムなどのインフラストラクチャーを正常な状態に保つことをいう。保守や保全とも呼ばれる。略称はメンテ。

## 概要
メンテナンスは、「英語: maintenance（動詞 maintain の名詞形）」をカタカナ転写したもので、メインテナンスとも書かれる。原語には「生計・扶養」「主張」などの意味もあるが、日本語としては専ら、建築・土木構造物、自動車や家電製品などの機械類、情報通信システム、施設の整備・維持・保守・点検・手入れ等の意味で使われる。
人々が生活の上で使用しているものは、どんなものでも時間とともに劣化・老朽化し、やがて使用に耐えなくなる。しかし、メンテナンスによって、欠陥や経年劣化部分を早期に発見して全体の寿命を伸ばすことが可能であり、建築やテクノロジーにおいて欠かすことができない工程である。
とりわけデジタル機器、ロボットなどの人工物から、銀行ATMネットワーク、人工知能などのコンピュータ上のプログラム・システムに至るまで、その複雑化、高度化にともなって、当然メンテナンスという工学的な論理も変化しているのが現代の状況である。

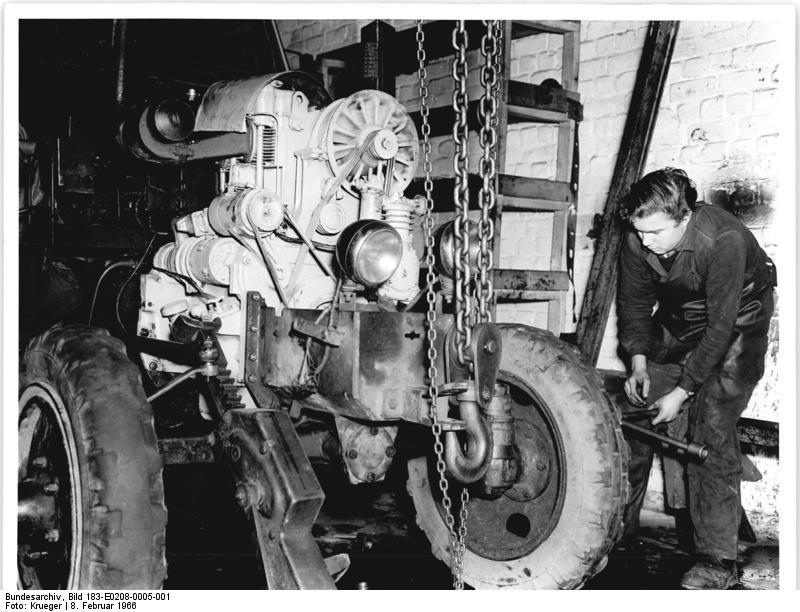
トラクターの整備

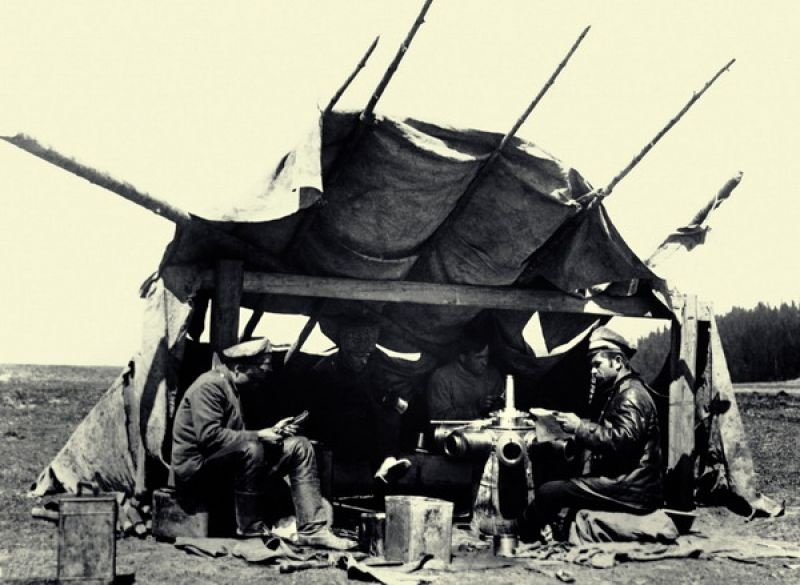
航空用エンジンの現場修理（1915-1916）

異常が見つかった際の修理・交換はメンテナンスに含まれるが、あるものが異常かどうかを判断するためには、正常時の状態を把握していなければならないため、車検等の通常時の点検もメンテナンスに含まれる。また、家電量販店などで製品を購入した際に提供される動作保証サービスは、メンテナンスサービスの一種である。メンテナンスの手法やタイミングによって、定期メンテナンスや予防メンテナンスといった種別がある。 
海上輸送海洋構造物工業プラント及び設備管理産業メンテナンス、修理およびオーバーホール （MRO）に依存するスケジュール又は予防を含む塗料維持し、回復するメンテナンスプログラムコーティングからの攻撃を受ける環境で侵食、腐食および環境汚染対策に鋼に適用している。
軍事的には作戦を遂行する上で必要な武器や兵器の可動率（Operational Availability）を最大化するために行われる。

## 定義

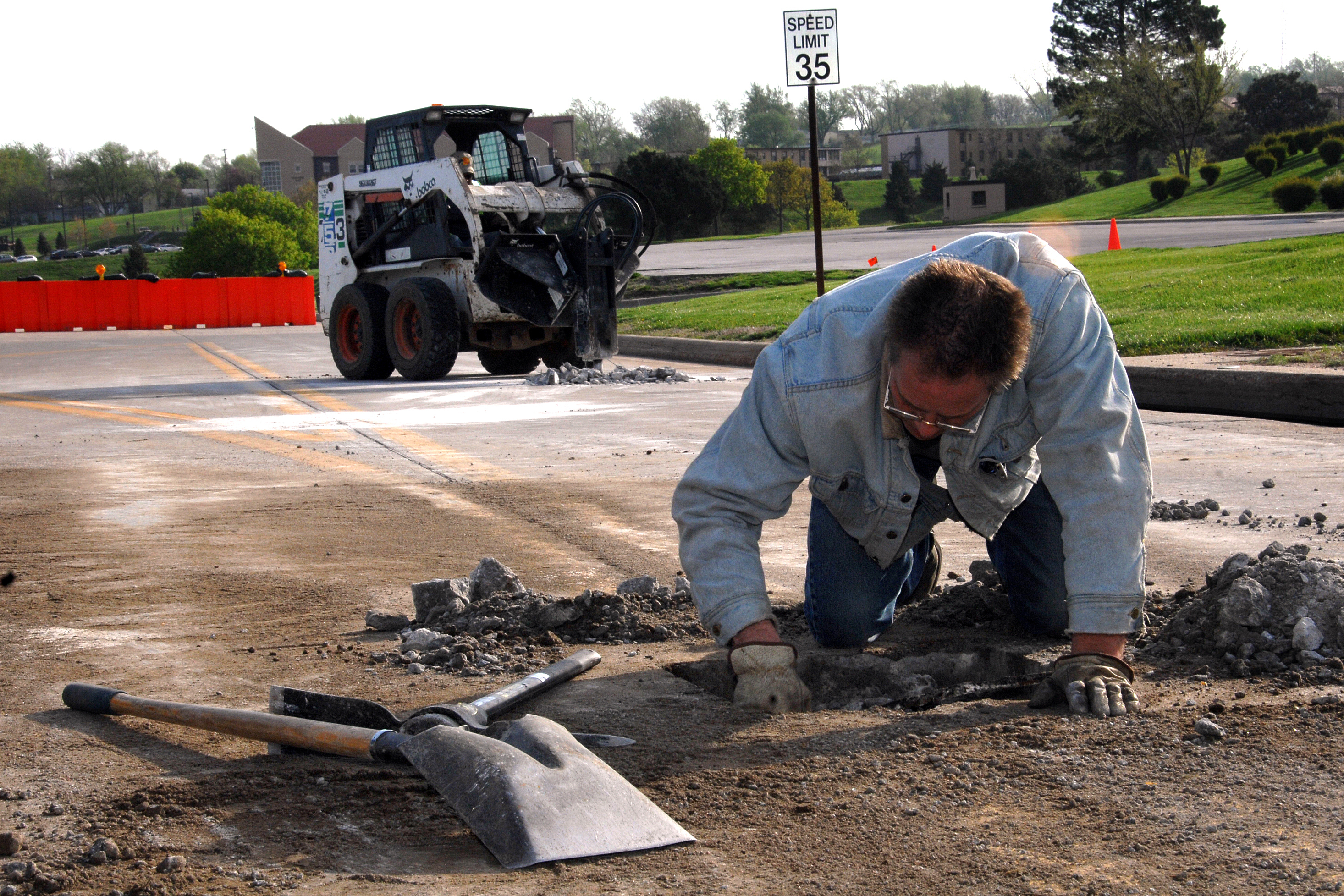
道路補修

時間の経過とともに、メンテナンスとMROの用語は標準化され始めている。アメリカ合衆国国防総省は以下の定義を使用している。
- テスト、測定、交換、調整、修理などの活動は、 機能ユニットを必要な機能を実行できる特定の状態に、またはその状態に保持することを目的としている[3]。
- 材料を使用可能な状態に保つため、または使用可能に戻すために行われたすべての措置。 これには、検査、テスト、保守、保守容易性に関する分類、修理、 再構築および再生が含まれている[3]。
- 任務を遂行するための力を維持するために必要なすべての補給および修理行動[3]。
- 定期的な繰り返し作業では、施設（ 工場 、建物、構造物、 地上施設、公益事業システムまたはその他不動産）を、本来の目的または設計目的の能力および設計効率で継続的に使用できる状態に保つ必要がある[3]。

保守とは、保守性の概念を含める必要がある製品または技術システムの利用段階と厳密に関連しており、シナリオでは保守性とは、規定された使用条件の下で、所定の手順とリソースで、必要な機能を実行できる状態に保持または復元できる項目の能力と見なされる。

### 予防

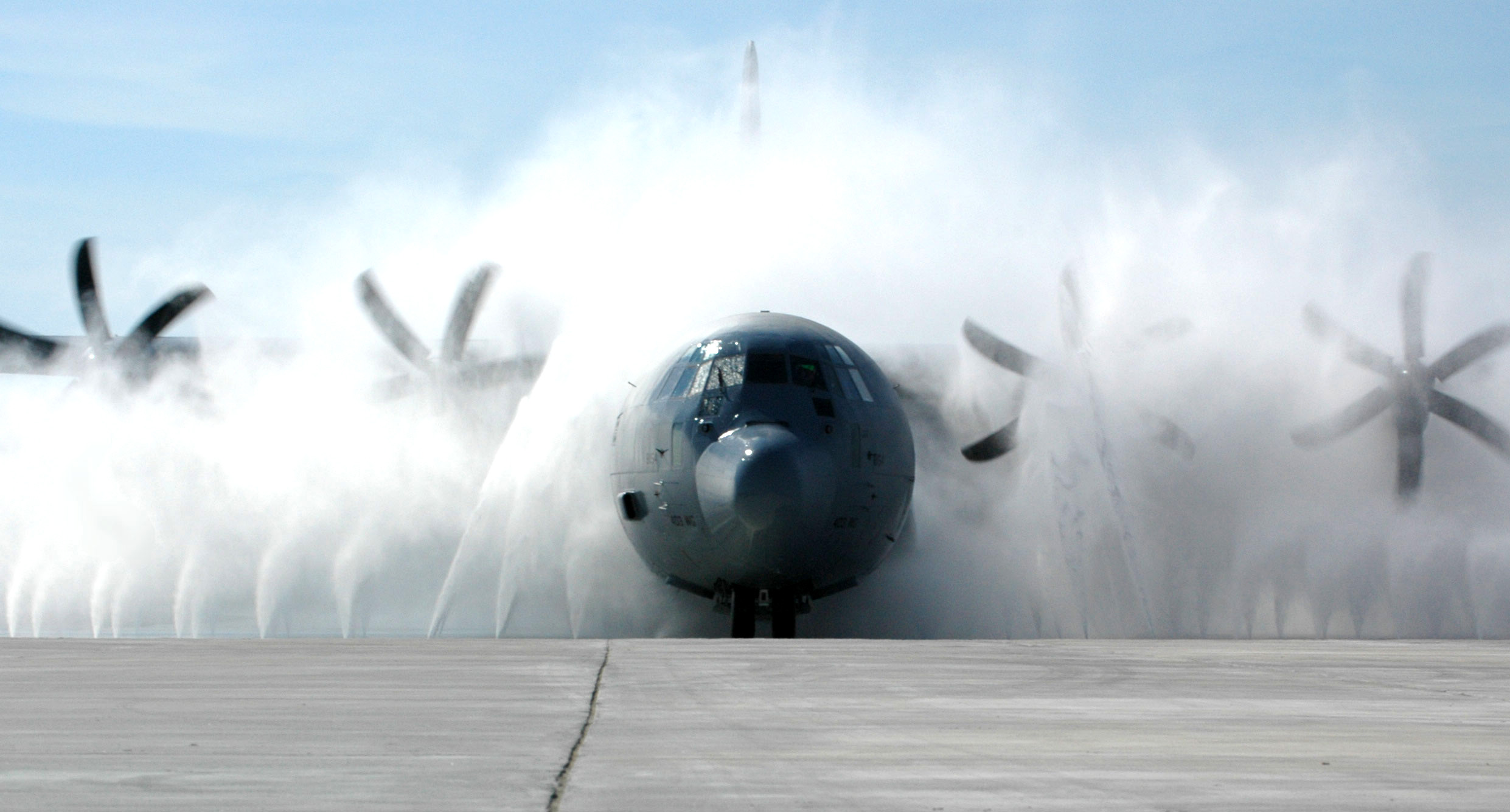
C-130Jミシシッピ州キースラー空軍基地で新しい洗浄システム（Bird bath）の洗浄を受けるC-130J。
空軍予備役軍団第403航空団の航空機はメキシコ湾上空を長時間にわたって飛行するため、機体の清浄が保たれていない場合、塩分や湿気で腐食の早期進行につながる可能性がある。

予防保全とは、故障、安全性の侵害、不必要な製造コストと損失の回避、および製造時の原材料の節約を目的とした保全のことで、予防保全スケジュールの有効性はそれに基づいていたRCM分析および費用対効果に使用される基本規則によって異なる。

## 整備事業
整備を行う事業のことを整備事業といい、以下の用法で使用される。

### 乗り物の整備事業

#### 航空機整備事業
中日本航空、ANAベースメンテナンステクニクス、ANAラインメンテナンステクニクス、静岡エアコミュータ、日本飛行機、JALエンジニアリング(JAL航空機整備成田)といった事業者業種は、航空機整備事業（小型航空機等の受託整備事業、航空機機体構造整備事業、整備時に使用する器具の整備事業他）である。

### 行政制度の整備事業
官公庁において、建物の新築のほか修繕、リニューアルなどを合わせて「営繕」と称し、国の場合は国土交通省の各地方整備局に「営繕部」があり、地方自治体の場合は同様に「営繕部」や「営繕課」がある。

### 社会資本の整備事業
道路の維持管理としては、平成25年の道路法改正以来、5年に1度の定期点検にて、全ての道路構造物の点検と老朽化対策の検討が義務付けられている。
道路管理者として国道・県道・市町村道等の国およびそのほかの公的機関のほか、高速道路等の自動車専用道路を受け持つNEXCO3社や首都高等の特殊会社も。定期点検を行い、点検・診断・措置等のPDCAサイクルをまわして、道路インフラの安心・安全を担保することが求められている。これらは、多くが外注業者に依存した運用となっており、精度の不一致、結果の不統一など多数の点検結果について問題を抱えている。